# Seszták Oszkár
Seszták Oszkár János (Rakaca/Miskolc, 1965. május 29. –) magyar politikus, országgyűlési képviselő. A Kölcsey Társaság és a Nagycsaládosok Országos Egyesülete tagja.

## Életpályája

### Iskolái
1985–1989 között a nyíregyházi Bessenyei György Tanárképző Főiskola történelem-népművelés szakán tanult. 1992-ben elvégezte a Pázmány Péter Római Katolikus Hittudományi Akadémia teológia szakát; hittantanár lett. 1995–1997 között a Pénzügyi és Számviteli Főiskola hallgatójaként szakközgazdász lett.

### Pályafutása
1989-ben Nyíregyházán volt művelődésszervező.

### Politikai pályafutása
1988–2006 között a Fidesz tagja. 1989-ben – főiskolai hallgatótársaival – megalapította a Fidesz nyíregyházi szervezetét. 1990–2006 között a Fidesz Magyar Polgári Szövetség Szabolcs-Szatmár-Bereg Megyei irodavezetője volt. 1990–1994 között nyíregyházi önkormányzati képviselő volt. 1990-ben, 1994-ben, 1998-ban, 2002-ben és 2006-ban is országgyűlési képviselőjelölt volt. 1994-től a Szabolcs-Szatmár-Bereg Megyei Közgyűlés tagja, 2006–2008 között alelnöke volt, 2009-től elnöke. 2010–2011 között a Számvevőszéki és költségvetési bizottság tagja, 2011–2014 között alelnöke volt. 2010–2014 között országgyűlési képviselő (Nyíregyháza; KDNP) volt. 2010–2014 között az elmúlt nyolc év kormányzati intézkedéseit vizsgáló albizottság tagja volt. 2011–2014 között a 2002-2010 közötti államadósság-növekedés okait vizsgáló albizottság tagja volt.

## Díjai
- I. Osztályú Honvédelemért Kitüntető Cím (2010, 2013)